# Самбир
Самбир (укр. Самбір) или Самбор (рус. Самбор) је град Украјини у Лавовској области. Према процени из 2012. у граду је живело 34.995 становника.

## Становништво
Према процени, у граду је 2012. живело 34.995 становника.
| 1979.  | 1989.  | 2001.  | 2012.  |
| ------ | ------ | ------ | ------ |
| 33.868 | 40.355 | 36.556 | 34.995 |

## Градови побратими
- Бжозов
- Костшин на Одри
- Освјенћим
- Устшики Долне
- Сњина